# Mi boda con un fantasma
Mi boda con un fantasma (en chino tradicional, 關於我和鬼變成家人的那件事; pinyin, Guānyú wǒ hé guǐ biànchéng jiārén dì nà jiàn shì; literalmente, ‘Sobre el momento en que el fantasma y yo nos convertimos en familia’) es una película de misterio de comedia sobrenatural taiwanesa de 2022 dirigida por Cheng Wei-hao y protagonizada por Greg Hsu, Austin Lin y Gingle Wang. La película se estrenó en el Festival de Premios Caballo de Oro de Cine de Taipéi el 17 de noviembre de 2022 y se estrenará oficialmente en Taiwán el 10 de febrero de 2023.
Fue seleccionada como la candidata taiwanesa a la mejor película internacional en los Premios Óscar 2024.

## Sinopsis
Un día, un oficial de policía encuentra un sobre rojo de boda, solo para descubrir que el dueño del sobre rojo es, de hecho, un fantasma del otro lado que pide matrimonio a los oficiales antes de la reencarnación. ¿Qué sucederá cuando un humano y un fantasma formen un vínculo especial?

## Reparto
- Greg Hsu como Wu Ming-han
- Austin Lin como Mao Pang-yu (Mao Mao)
- Gingle Wang como Lin Tzu-ching
- Tsai Chen-nan
- Wang Man-Chiao como la abuela de Mao Mao
- Tuo Tsung-hua como Mao Cheng-kuo
- Ma Nieh-hsien
- Cheng Chih Wei
- Chen Yen-tso
- Kurt Hsiao[4]